# James Thomas Brudenell
James Thomas Brudenell, 7.º Conde de Cardigan KCB (Hambleden, 16 de outubro de 1797 – Deene Park, 28 de março de 1868) comandou a Brigada Ligeira durante a Guerra da Crimeia.

## Biografia
James Brudenell nasceu em Hambleden, Buckinghamshire e estudou em Harrow e Christ Church. Foi deputado por Marlborough, Wiltshire de 1818 a 1829, antes de herdar o título de Conde de Cardigan do seu pai, em 1837. Na época já servia como oficial das forças armadas, tendo-se alistado no 8.º Regimento de Hussardos Reais Irlandeses em maio de 1824, aos 27 anos. Fez uso extensivo do sistema de venda de nomeações, ainda em vigor no exército britânico, comprando os postos de tenente em janeiro de 1825, capitão em junho de 1826, major em agosto de 1830 e tenente-coronel em dezembro de 1830, passando a comandar subordinados, alguns deles veteranos da batalha de Waterloo. Irascível e conflituoso, era de difícil trato. Em 1833 foi censurado publicamente por "conduta reprovável" por um conselho de guerra por causa de cargos que atribuiu a um dos seus subordinados. Foi expulso do serviço por ordem pessoal de Guilherme IV, no início de 1834.
No entanto, apelo ao Rei e em 1836 conseguiu a readmissão na patente anterior, passado a comandar o 11.º Regimento de Hussardos, apesar da opinião contrária do comandante em chefe, Lord Hill, que afirmava que Lord Cardigan era "constitucionalmente inapto para comandar um regimento". Seguindo o seu desejo de liderar uma unidade efectiva, Lord Cardigan usou a sua fortuna pessoal para pagar melhorias no regimento para aumentar o seu rendimento (esta é a etapa da sua vida que aparece refletida na novela de ficção histórica Flashman, escrita por George MacDonald Fraser).
Em 1841 foi perseguido por participar num duelo contra um dos seus próprios oficiais, mas foi absolvido graças a um tecnicismos legal. Este incidente juntou-se à lista de impopularidades de Brudenell, e mesmo o jornal The Times publicou um editorial sobre o assunto onde se afirmava que

"[...] em Inglaterra existe uma lei para ricos e outra para pobres."
Depois de escandalizar a sociedade da época com o abandono da sua primeira esposa, contraiu matrimónio com Adeline de Horsey, a quem a Rainha Vitória se negou a receber.

## Crimeia

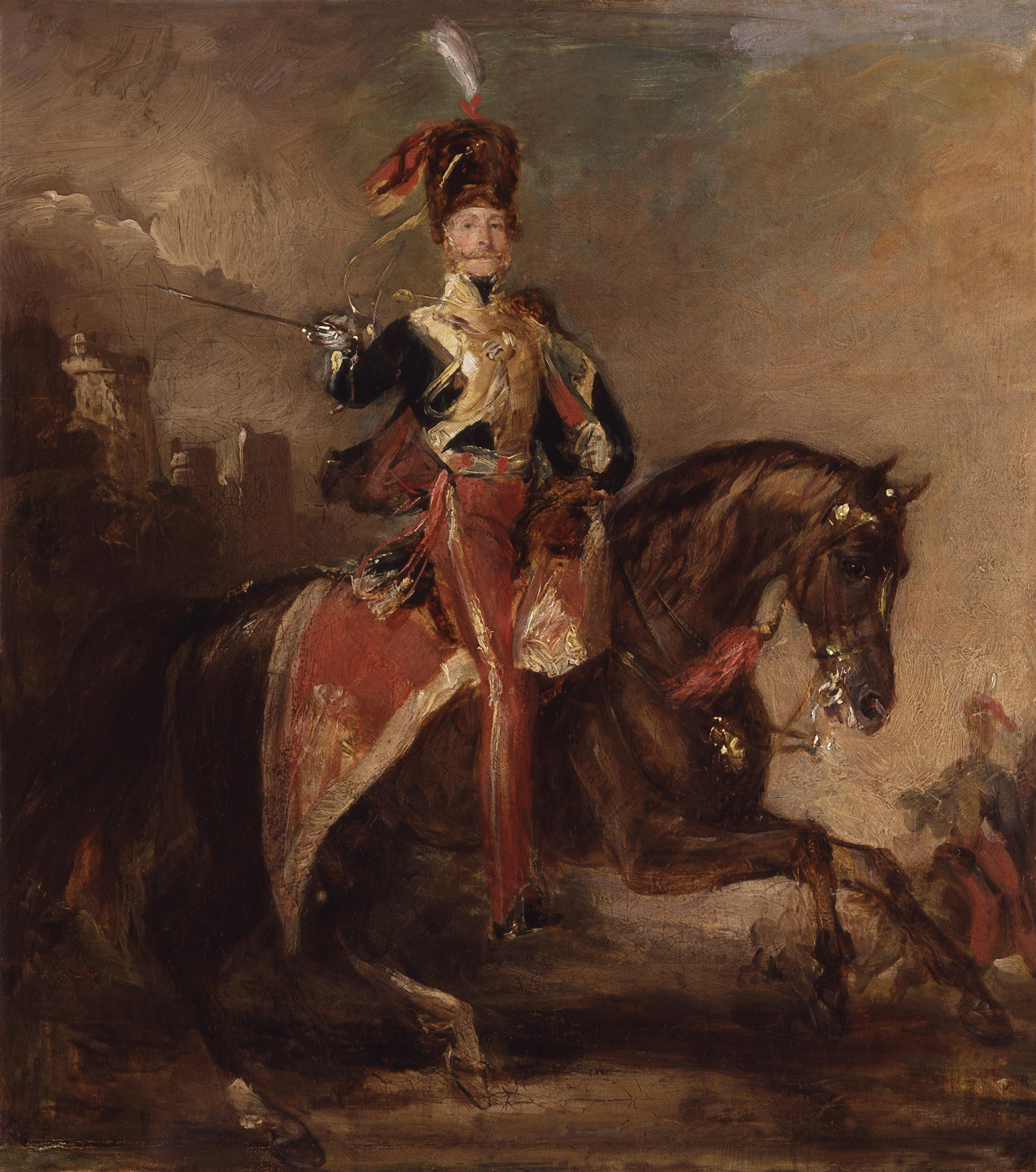
James Brudenell, por Francis Grant, circa 1841

O incidente mais notório protagonizado por Lord Cardigan teve lugar durante a Guerra da Crimeia, em 25 de outubro de 1854, enquanto comandava a Brigada Ligeira na Batalha de Balaclava. Seguindo as confusas ordens transmitidas pelo Capitão Nolan liderou a Carga da Brigada Ligeira, alcançando as posições da artilharia russa antes de voltar para trás, resultando ileso numa manobra que custou a vida a 110 dos 674 homens sob seu comando que tomaram parte na carga. O grau de responsabilidade de Lord Cardigan na desastrosa carga continua a não ser claro, já que atacou apenas depois de expressar as suas dúvidas perante a ordem recebida inicialmente de seu imediato superior, Lord Lucan, comandante em chefe da divisão de cavalaria. O capitão Nolan, que se tinha juntado à carga, faleceu na mesma, e foi posteriormente culpado por Lord Cardigan de ter transmitido as ordens de forma incorrecta.
Um oficial do estado maior de Lord Lucan, Somerset J.Gough Calthorpe, afirmou no seu livro de memórias Cartas de um oficial de estado maior na Crimeia que Cardigan sobreviveu apenas porque fugiu do lugar antes da carga ter chegado ao contacto com o inimigo. Na sua primeira edição, Calthorpe aceitava a hipótese de o cavalo de Cardigan se ter encabritado, levando-o para longe da ação, mas em posteriores edições indicou que o Tenente Coronel Brudenell era demasiado bom ginete para isso ser uma explicação satisfatória. Depois de alguns preliminares jurídicos, Cardigan apresentou queixa criminal por difamação em 1863, mas foi recusada, embora o King's Bench deixasse claro na sentença que apenas estava em dúvida a sua competência, não o seu valor. Concluiu-se que tinha liderado os seus homens para os canhões inimigos com "valor... conspicuamente demonstrado", mas que posteriormente, "... estevo ausente quando a sua presença era desejável".
Uma variante menos conhecida da história é que Cardigan, tendo alcançado e passado a bateria inimiga, cavalgou para as suas próprias linhas, encontrando-se pelo caminho com a segunda e terceira ondas da cavalaria de assalto que ainda não tinham alcançado o objetivo, atrasadas pela tormenta de fogo. O testemunho dos oficiais e homens integrados nessas vagas seria o que deu ocasião para as alegações sobre cobardia.
Durante o seu serviço na Crimeia deu-se o nome de cardigan ao tipo de casaco com a forma do que Brudenell usava.
O livro The Reason Why (1953), da historiadora britânica Cecil Blanche Woodham-Smith, mudaria gravemente a reputação póstuma de Lord Cardigan. O filme A carga da Brigada Ligeira, de 1968, baseou-se na versão de Woodham-Smith. Outra  crítica a Cardigan e sua carreira é a de The Homicidal Earl, por Saul David, historiador militar britânico. O livro de memórias do Coronel Calthorpe, Letters from a Staff Officer in the Crimea foi reimpresso na atualidade como Cardigan's Crimea, ISBN 0-689-11022-7.